# Negativbühne
Die Negativbühne ist ein Begriff aus der Fototechnik.
Sie ist der Teil des Vergrößerungsgeräts, in das der entwickelte Film (Negativ bzw. Diapositiv) zum Vergrößern eingelegt wird oder auf ihm durchläuft. Um eine gute Planlage des Films sicherzustellen, wird es in der Regel zwischen einer festen unteren und einer anstellbaren oberen Glasplatte unbeweglich festgesetzt.
Es existieren Negativbühnen für lediglich ein einziges (festes) Filmformat (z. B. 24x36 mm, 6x6 cm, 4x5 inch) oder für gerahmte Diapositive und solche mit verstellbaren Maskenbändern mit denen auch Ausschnitte maskiert und vergrößert (gelegentlich bei größeren Formaten auch verkleinert) werden können.
Über der Negativbühne befindet sich der Kondensor, meist als Doppel-Kondensor und die Lampe oder ggf. der Farbmischkopf mit Diffusor; unter der Negativbühne das Vergrößerungs-Objektiv.